# Neacreotrichus diversa
Neacreotrichus diversa är en tvåvingeart som först beskrevs av Daniel William Coquillett 1894.  Neacreotrichus diversa ingår i släktet Neacreotrichus och familjen svävflugor.
Artens utbredningsområde är Kalifornien. Inga underarter finns listade i Catalogue of Life.